# Parque da Independência
Il parque da Independência (in italiano: Parco dell'Indipendenza) è un parco cittadino della metropoli brasiliana di San Paolo. Inaugurato nel 1989, si estende sulle rive del torrente Ipiranga, nel quartiere di Ipiranga, nella città di San Paolo, fa parte del patrimonio storico-culturale del Brasile grazie al Grido d'Indipendenza del Paese, proclamato in quel luogo da Pietro I. Il progetto è nato con lo scopo di unire la regione di Ipiranga come spazio della memoria nazionale e del patriottismo, oltre a essere un modo per preservare e delimitare lo spazio e rendere comune una memoria collettiva.
L'area di 161.300 metri quadrati ospita il Museo dell'Ipiranga, il Monumento all'Indipendenza e la Casa do Grito, oltre a un bosco e a un'ampia sistemazione paesaggistica sul percorso tra il Monumento e il Museo. Sono presenti anche i giardini alla francese.
Nel 2018 il Consiglio comunale ha annunciato l'ampliamento del Parque da Independência con l'incorporazione di un'area adiacente di 26.000 metri quadrati, dove si trovava il Istituto Buon Pastore. Al 2022 i lavori di ampliamento non erano ancora stati completati.